# São Caetano (Porto Alegre)
O bairro São Caetano também conhecido como Morro São Caetano é um bairro localizado ao extremo sul de Porto Alegre sua principal importância é a divisa com a cidade de Viamão.
Considerado um bairro de classe média baixa, o morro São Caetano tem uma alta bipolaridade social, tendo em vista seus casarões e suas casas simples, praticamente lutando por espaço.
Com uma taxa de homicídios e latrocínios baixos, o bairro mesmo com vizinhos mais hostis, é considerado tranquilo.
O bairro conta com um IDH baixo para a cidade, de 0.708 contra 0.805 da cidade de Porto Alegre. Porém está longe de ser o bairro com o IDH mais baixo da capital gaúcha.
Para incentivar o comércio, a Prefeitura de Porto Alegre criou uma área com vista panorâmica na região. O objetivo é atrair turistas que sentem vontade de olhar Porto Alegre de outro ângulo, obra parecida já havia sido efetuada no bairro Santa Tereza.